# الفضل بن دكين
الفَضل بن دُكَين (130- 219 هـ= 748- 834 م). ودُكَين لقبه واسمه عمرو بن حماد المُلائي الكوفي أبو نُعيم الأحول مولى آل طلحة بن عبيد الله.. إمام مُحدث كبير ذو معرفة بالشيوخ وأنسابهم وبعلم الرجال عامة. حدث عنه البخاري كثيرًا، كما حدث عنه مسلم، وأثنى عليه الأئمة الكبار. أدرك محنة خلق القرآن، وكان له موقف جيد في حينها، وله أحاديث كثيرة في الكتب الستة وغيرها.

## مولده
روى الخطيب عن أحمد بن ملاعب: سمعت أبا نعيم يقول: ولدت في آخر سنة ثلاثين ومائة.

## شيوخه
سمع من سليمان الأعمش وزكريا بن أبي زائدة، وعمر بن ذر وعبد الواحد بن أيمن، ومالك بن مغول، ويونس بن أبي إسحاق، ومسعر بن كدام وسفيان الثوري، وشعبة بن الحجاج، وإسرائيل بن يونس، وشريك بن عبد الله، وعبد العزيز بن أبي رواد، وزهير بن حازم، وأبي حنيفة وابن أبي ليلى، وشيبان النحوي، وعباد بن العوام والحسن بن صالح، وخلق كثيرين.

## تلامذته والرواة عنه
روى عنه البخاري كثيرًا وهو من كبار شيوخه، وروى عنه أيضًا أحمد بن حنبل وإسحاق بن راهويه، ويحيى بن معين، وزهير بن حرب، وأبو بكر، وعثمان ابنا أبي شيبة، ومحمد بن يحيى الذهلي، والدارمي، وعبد بن حميد، وأبو زرعة الدمشقي ، والمحدث أبو حاتم الرازي، وعلي بن عبد العزيز البغوي، وأمم سواهم، وابن وارة، وابن الطبري وحدث عن عبد الله بن المبارك مع تقدمه، قال: شاركت سفيان الثوري في أكثر من أربعين شيخًا. اهـ. وهذا يدل على تبكيره في السماع.

## ثناء العلماء عليه
- قال أحمد بن حنبل: أبو نعيم أعلم بالشيوخ وأنسابهم وبالرجال، ووكيع أفقه.
- قال يحيى بن معين: ما رأيت أحدًا أثبت من رجلين: أبي نعيم وعفان.
- قال أحمد بن صالح: ما رأيت محدثًا أصدق من أبي نعيم.
- قال يعقوب الفسوي: أجمع أصحابنا أن أبا نعيم كان غاية في الإتقان.
- قال أبو حاتم: كان حافظًا متقنًا لم أر من المحدثين من يحفظ ويأتي بالحديث على لفظ واحد لا يغيره سوى قبيصة وأبي نعيم في حديث الثوري، وكان أبو نعيم يحفظ حديث الثوري حفظًا جيدًا - يعني الذي عنده عنه - وثلاثة آلاف وخمسمائة حديث، ويحفظ حديث مسعر وهو خمس مائة حديث وكان لا يلقن.
- قال ابن حجر: ثقة ثبت.

## وفاته
توفي أبو نعيم بالكوفة ليلة الثلاثاء لانسلاخ شعبان سنة مئتان وتسع عشرة. قال الذهبي: توفي أبو نعيم شهيدًا، فإنه طعن في عنقه وظهر به في يده حمرة بسبب الطاعون.

## المصدر
سير أعلام النبلاء